# Авторское свидетельство

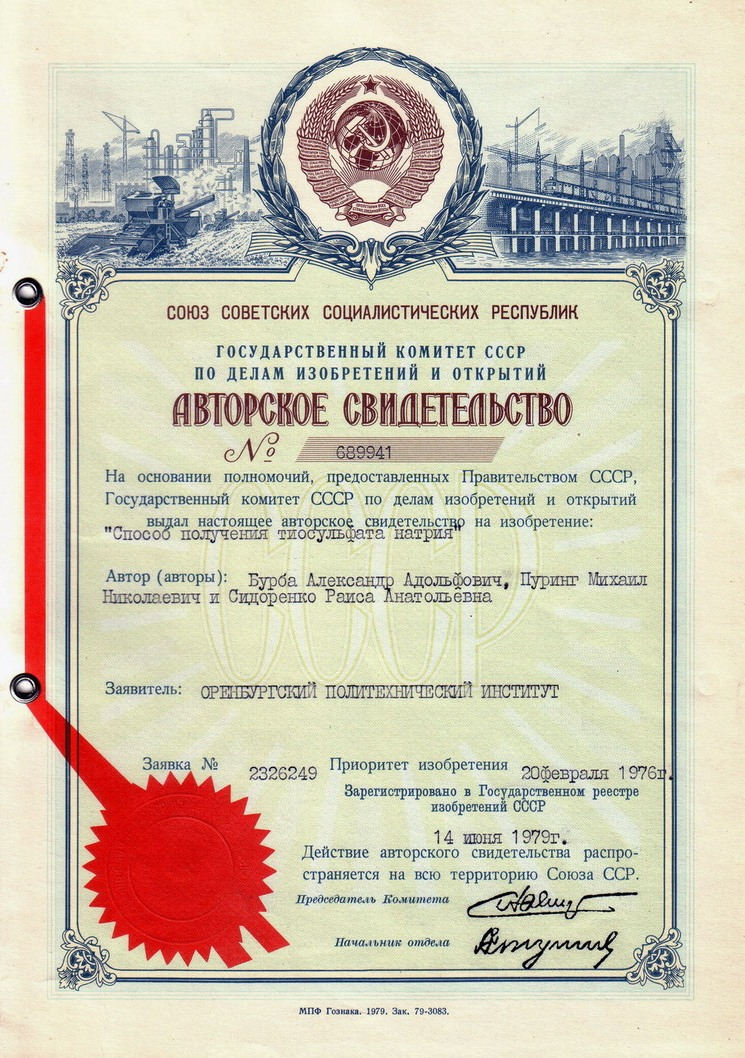
Авторское свидетельство СССР (конец 1970-х годов)

А́вторское свиде́тельство — документ, удостоверяющий авторское право на изобретение. Выдавался в СССР. В отличие от патента, авторское свидетельство не сохраняет за автором исключительное право на использование изобретения. Понятие было введено в «Положении об изобретениях» от 30 июля 1919 года. Выдавались до введения с 1 июля 1991 года Закона СССР «Об изобретениях в СССР», в рамках которого в стране была сохранена только одна форма охраны изобретений — патент.
Согласно Статье 1416 ГК РФ автор селекционного достижения имеет право на получение авторского свидетельства, которое выдается федеральным органом исполнительной власти по селекционным достижениям и удостоверяет авторство.

## История
Понятие «Авторское свидетельство» было введено в Декрете СНК РСФСР от 30.06.1919 «Об изобретениях (Положение)»